# والتر نیومن (فیلم‌نامه‌نویس)
والتر نیومن (انگلیسی: Walter Newman؛ زاده ۱۱ فوریهٔ ۱۹۱۶ درگذشته ۱۴ اکتبر ۱۹۹۳) یک فیلم‌نامه‌نویس اهل ایالات متحده آمریکا بود.